# Área metropolitana de Phoenix
El área metropolitana de Phoenix, (en inglés, Phoenix Metropolitan Area), denominada como área estadística metropolitana de Phoenix-Mesa-Glendale, AZ MSA por la Oficina del Censo de los Estados Unidos, es la principal concentración urbana del estado estadounidense de Arizona (del cual representaba en 2008 más de un 60% de su población total). Abarca el condado de Maricopa, el de Pinal y el recientemente incluido condado Yavapai.

## Demografía
Su población según el censo de 1990 fue de 2.238.480 habitantes, cifra que se elevó a 3.251.876 de acuerdo con los datos oficiales de 2000. Esta variación intercensal implicó un crecimiento medio anual del orden del 3,8%, el cual, por otro lado, ayudó a que el propio estado de Arizona fuese sólo superado por Nevada en el decenio 1990-2000. Según el censo de 2010 la población alcanzó los 4.403.920 habitantes, ubicándose en ese año como la decimosegunda área metropolitana más poblada de los Estados Unidos. Esta última cifra implica un leve descenso a una tasa anual de incremento poblacional de un 3,5%. Este destacado aumento demográfico experimentando por la aglomeración durante los últimos años se debe en parte a la población de origen hispano (que ya conformaba el 25% del total aglomerado en 2000), además de la importante inmigración de anglosajones (entre ellos varios miles de jubilados), provenientes de otras ciudades y regiones de los EE. UU. Dado que el área oficial comprendida por la región metropolitana de Phoenix es muy grande, de 37.744 km² exactamente, su densidad es de sólo 98 habitantes por km² a mediados de 2008.

## Lista de conurbaciones del Área Metropolitana de Phoenix

### Más de 1.000.000 de habitantes
- Phoenix

### Más de 100.000 habitantes
- Chandler
- Gilbert
- Glendale
- Mesa
- Peoria
- Scottsdale
- Tempe

### Más de 50.000 habitantes
- Avondale
- Surprise

### Menos de 50.000 habitantes
- Apache Junction
- Buckeye
- Carefree
- Cave Creek
- El Mirage
- Fountain Hills
- Goodyear
- Guadalupe
- Higley
- Liberty
- Litchfield Park
- Laveen
- Ocotillo
- Paradise Valley
- Perryville
- Santa María
- Sun City
- Sun City West
- Sun Lakes
- Tolleson
- Wittmann
- Youngtown

1. ↑  Resultados del censo de los Estados Unidos 2010

- Datos: Q3290452
- Multimedia: Phoenix metropolitan area / Q3290452